# إريك ماسا
إريك ماسا هو شخصية أعمال وضابط ومهندس وسياسي أمريكي، ولد في 16 سبتمبر 1959 في تشارلستون في الولايات المتحدة. نشط حزبياً في الحزب الديمقراطي. في انتخابات مجلس النواب الأمريكي 2008 ‏، انتخب عضو مجلس النواب الأمريكي ‏ عن دائرة New York's 29th congressional district ‏ وقد انضم خلال فترته النيابية ‏ (6 يناير 2009 – 8 مارس 2010) للكتلة البرلمانية الحزب الديمقراطي وانتخب بيروقراطي وانتخب عضو مجلس النواب الأمريكي ‏ (3 يناير 2009 – 3 يناير 2011).